# Rúcula com Tomate Seco
Rúcula com Tomate Seco é um filme brasileiro de comédia romântica de 2017. O filme é estrelado por Juliana Paiva, Arthur Vinciprova e Rafael Zulu, entre outros no elenco.

## Sinopse
Depois de ficarem separados por um tempo Pablo e Suzana se reencontram em um motel. Eles conversam e questionam os motivos que levaram ao fim do relacionamento.

## Elenco
| Ator                | Personagem        |
| ------------------- | ----------------- |
| Juliana Paiva       | Susana            |
| Arthur Vinciprova   | Pablo             |
| Gisele Fróes        | Vera              |
| Daniel Dantas       | Dr. Marco Antônio |
| Camila Amado        | Dona Célia        |
| Rafael Zulu         | Tico              |
| Lucas Lucco         | Thomas            |
| Patrícia Guido      | Estela            |
| Thiago Porteiro     | Cenoura           |
| Mônica Izidoro      | Mulher no Motel   |
| Edgar Ziler Freitas | Homem no Motel    |
| Luciene Martes      | Bibliotecária     |